# Advanced Visualization Studio
Advanced Visualization Studio (AVS) (auch WVS, Winamp Visualization Studio) ist ein Plugin für Winamp zur Visualisierung von Musik, entwickelt von Justin Frankel. Ein Baukastensystem ermöglicht die einfache Erstellung eigener Visualisierungen, sogenannter Presets. Das AVS Plugin kann wiederum durch sogenannte AVS Plugin Effects (APE), also Zusatzeffekte, erweitert werden.
Seit Mai 2005 ist AVS unter einer Open-Source Lizenz erhältlich.
Obwohl Nullsoft und Frankel seit Januar 2004 getrennte Wege gehen, hat letzterer im August 2010 eine neue Version unter dem Namen „Cockos Happy AVS“ veröffentlicht. Seit Oktober 2013 gibt zudem einen in JavaScript und WebGL umgesetzten Visualisierer, der AVS-Presets direkt im Webbrowser abspielt.
Ende November 2013 erfolgte durch AOL die Ankündigung, Winamp zum 20. Dezember 2013 einzustellen und ab diesem Datum nicht mehr zum Download anzubieten. Davon betroffen wären auch sämtliche Plugins auf der Winamp Webseite, die wohl als die größte Quelle für AVS Presets gilt, jedoch wurde die Schließung durch die Übernahme Winamps durch Radionomy abgewendet.
Siehe auch: Visual Jockey

## Gruppen und Künstler
Ähnlich der Demoszene, gibt es Künstler, die in Gruppen organisiert Presets veröffentlichen. Die erste Vereinigung dieser Art kam unter dem Namen AVSociety zusammen, welche die Hauptakteure der ersten Generation von AVS Künstlern umfasste. Mit der zunehmenden Komplexität durch neue AVS Versionen, kamen neue Künstler hinzu, gleichzeitig zerbrach die AVSociety. Die nächste Generation vereinigte sich in der Gruppe VISBOT, die bis heute besteht. Eine weitere Gruppe war Finnish-Flash, eine Vereinigung junger Künstler aus Finnland. Zu den bekanntesten AVS Künstlern zählen die unabhängigen Frank Nagel (El-Vis) und Steven Wittens (UnConeD), letzterer hat auch zahlreiche Zusatzeffekte (APE) programmiert und veröffentlicht.
Mit der zunehmenden Popularität von Audio-Playern wie iTunes oder Windows Media Player haben sowohl Beachtung und Verbreitung von AVS Presets abgenommen.